# Amara Somparé
Pour les articles homonymes, voir Somparé.

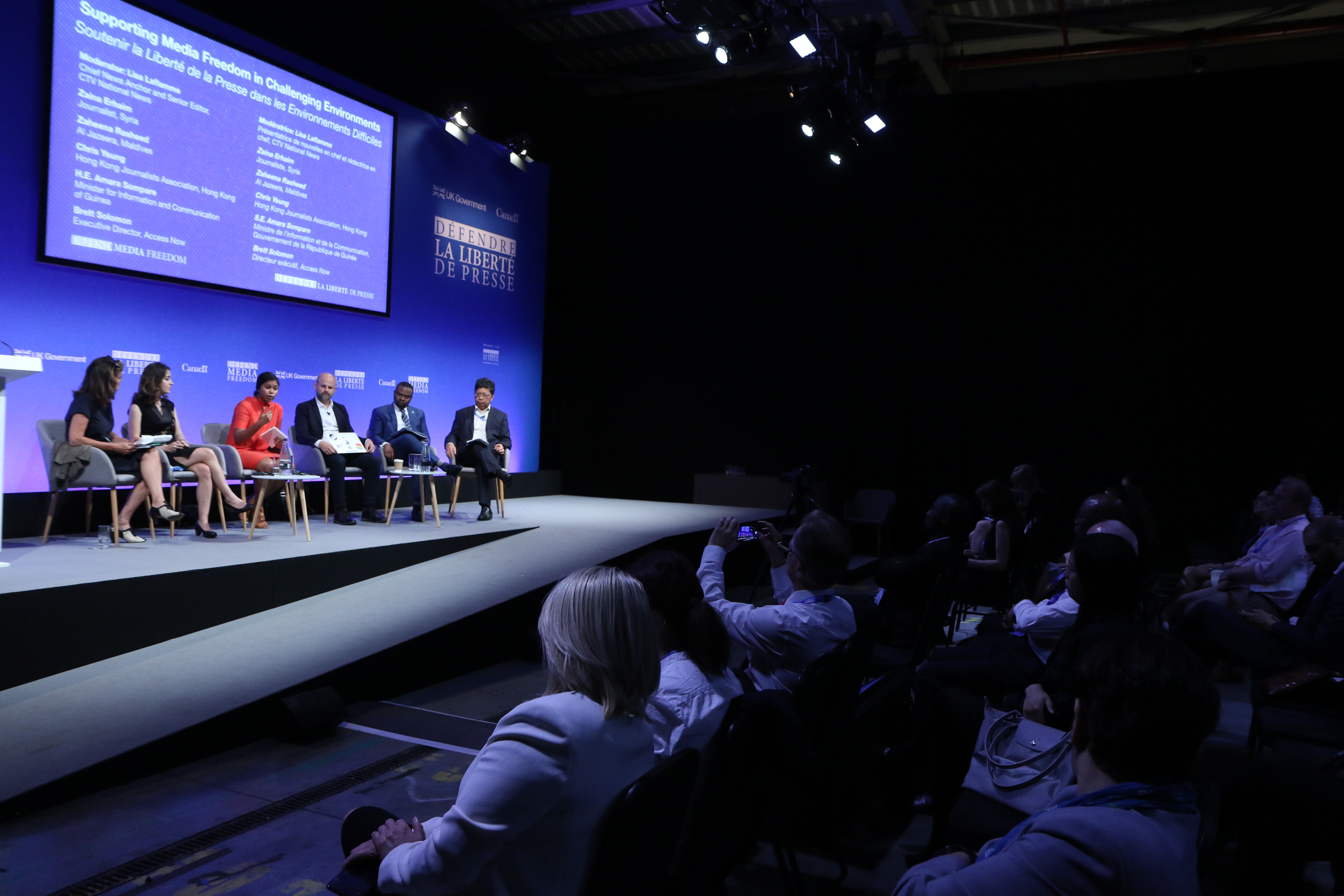
Conférence mondiale pour la liberté des médias

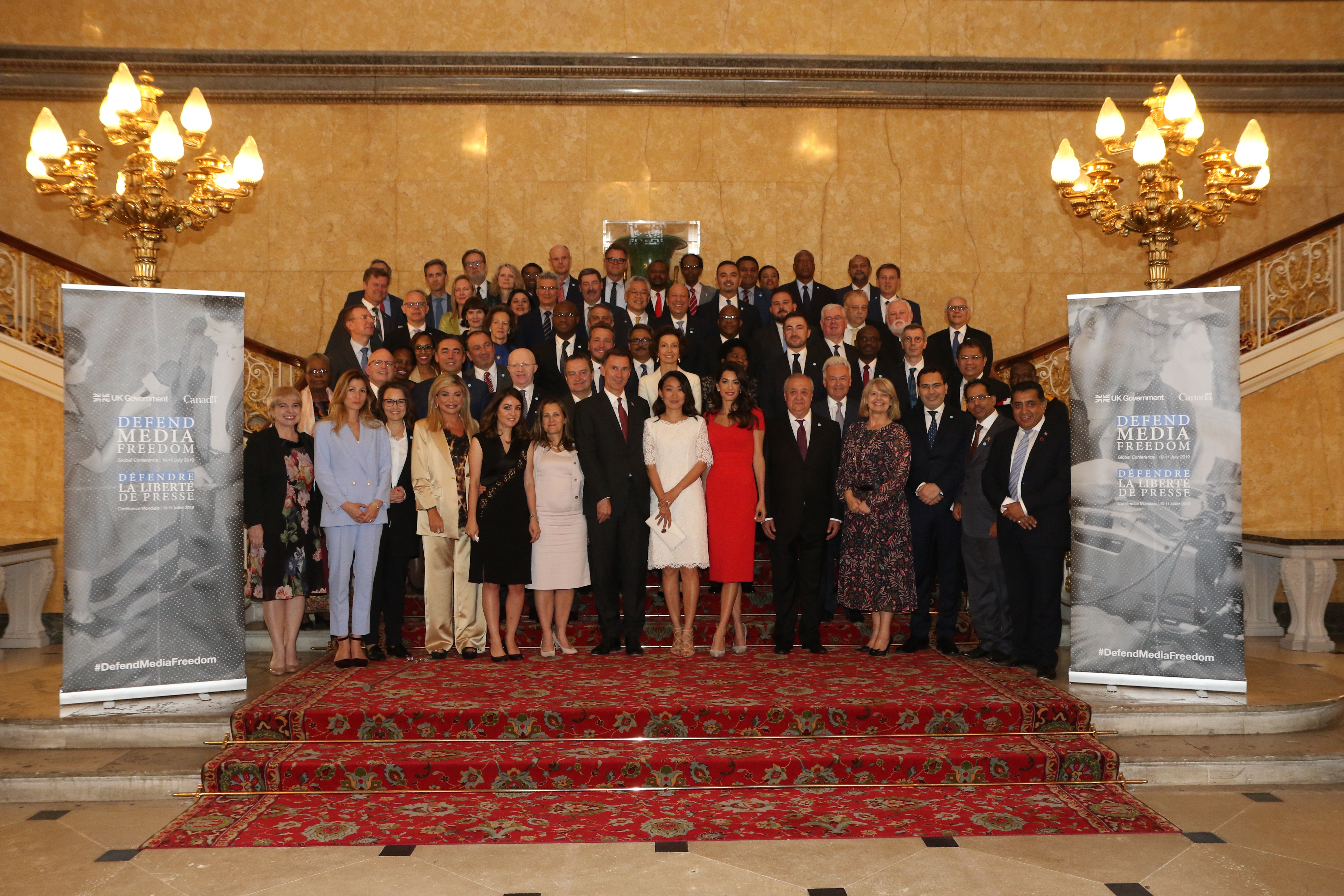
Photo de famille lors de la conférence mondiale pour la liberté des médias en 2019

Amara Somparé est une personnalité politique guinéenne.
Comme ministre de l'information et de la communication il fait partie du gouvernement Kassory du 26 mai 2018 au 5 septembre 2021,.

## Biographie
Il est le fils d'Aboubacar Somparé, dernier président de l'Assemblée nationale sous le président Lansana Conté.

### Etudes
En 1995, il décroche sont baccalauréat à l'institut Sainte Marie de Conakry avant d'aller en France.
Entre 2002 et 2004, il obtient un diplôme d'études supérieures spécialisées en Politique économique et sociale et une maîtrise en analyse et politique économique de l'Université Pierre-Mendès-France - Grenoble.

### Parcours professionnel
Entre juillet 2005 et juin 2011, il est directeur de la logistique et de la sous-traitance chez Guinea Aluumina corporation
De juillet 2011 à février 2012, spécialiste permis et approbations à Rio Tinto-simfer et projet simandou département des relations gouvernementales et du développement économique.
De février 2012 à août 2014, directeur pays d'Africa Mining Services Guinée.
De juillet 2013 à août 2014, consultant Tony Blair's Africa Governance initiative (AGI) détaché à la présidence de la république de Guinée auprès de l'administrateur général de l'administration et contrôle des grands projets (ACGP) en qualité de conseiller charger des infrastructures et des travaux urbains.
En septembre 2014, il devient directeur du contrôle de la passation des marchés et des délégations des services publics.
Le 18 octobre 2023, Amara est nommée directeur général de la société minière Bel Air Mining en remplacement de Karim El Ghawi.

### Parcours politique
Le 26 mai 2018, il devient ministre de l’information et de la communication dans le gouvernement Kassory I et II du docteur Ibrahima Kassory Fofana jusqu'à la chute du gouvernement le 5 septembre 2021.